# Fabian Delph
Fabian Delph (ur. 21 listopada 1989 w Bradford) – angielski piłkarz, który występował na pozycji pomocnika.

## Kariera klubowa

### Leeds United
Delph karierę rozpoczynał jako junior w klubie Bradford City. We wrześniu 2001 roku odszedł do Leeds United, do którego został zarekomendowany trenerowi akademii Leeds – Gregowi Abbotta przez Paula Jewella, którego syn grał wraz z Delphem w Bradford. Delph uczęszczał do szkół Tong Secondary School, którą opuścił w 2006 roku i w wieku 16 lat otrzymał dwuletnie stypendium od Leeds United. W marcu 2008 roku zadebiutował na arenie międzynarodowej, kiedy to po raz pierwszy wystąpił w reprezentacji Anglii U-19.
Wiosną 2007 roku został mianowany kapitanem zespołu rezerw Leeds. W jego pierwszej drużynie zadebiutował 6 maja 2007 roku w zamykającym sezon 2006/2007 meczu z Derby County (0:2). Na koniec sezonu 2006/2007 zajął z klubem ostatnie, 24. miejsce w Championship i spadł z nim do League One. 11 stycznia 2008 roku podpisał swój pierwszy profesjonalny kontrakt. W sezonie 2007/2008 rozegrał jedno ligowe spotkanie oraz jedno w Pucharze Ligi Angielskiej.
Pierwszy występ w sezonie zanotował w towarzyskim spotkaniu z Barnet. Za ten mecz zebrał pochwały od menedżera Gary'ego McAllistera oraz byłego gracza Leeds – Eddiego Graya. Pierwsze oficjalne spotkanie w sezonie 2008/2009 w barwach Leeds rozegrał 12 sierpnia 2008 roku w wygranym 5:2 meczu Pucharu Ligi Angielskiej z Chester City. 5 września 2008 roku Delph podpisał nowy, czteroletni kontrakt z Leeds. Dzień później, 6 września w wygranym 5:2 pojedynku z Crewe Alexandra strzelił pierwszego gola w zawodowej karierze.

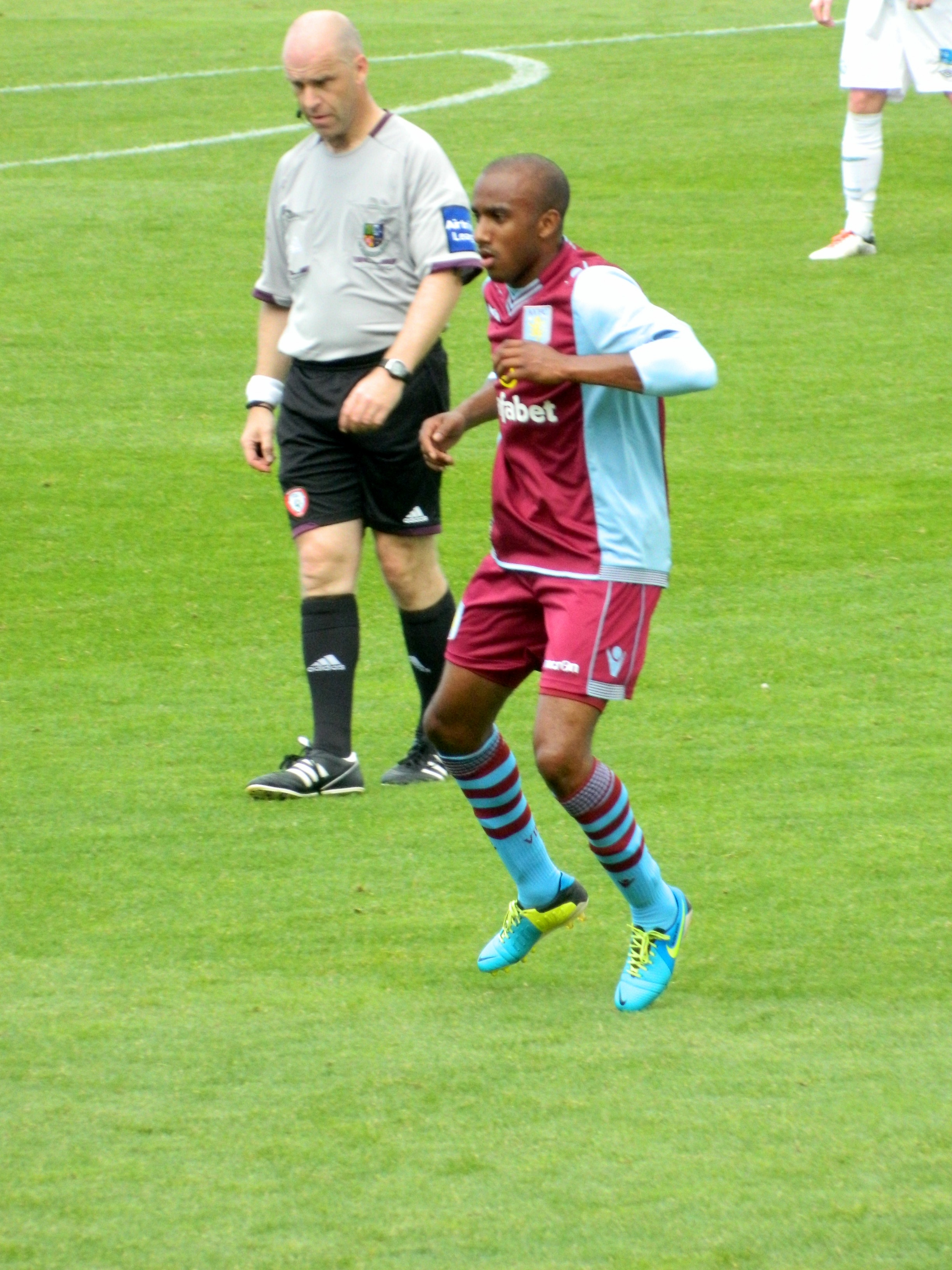
Delph jako zawodnik Aston Villi.

Gra Delpha przyciągnęła uwagę menedżerów zespołów Premier League. Arsène Wenger z Arsenalu złożył wartą 6 milionów ofertę dotyczącą zakupu Delpha. Swoją propozycję złożyło także Newcastle United, jednak oferty obu klubów zostały odrzucone przez prezesa Leeds – Kena Batesa. W listopadzie 2008 roku Delph został powołany przez Stuarta Pearce'a do reprezentacji Anglii U-21. Zadebiutował w niej 18 listopada 2008 roku w wygranym 2:0 spotkaniu z Czechami, gdy w 86. minucie zmienił Craiga Gardnera. W styczniu 2009 roku Leeds odrzuciło dwie oferty klubów Premier League za Delpha, a Ken Bates skomentował to tak: Wyjaśniliśmy obu klubom, że nie przyjmiemy ich drobnych pieniędzy. Pomimo zainteresowania ze strony klubów Premier League, w zimowym oknie transferowym Delph nie odszedł z Leeds. W marcu 2009 roku Delph został nominowany do nagrody Piłkarza Roku League One, ale zdobył ją Matty Fryatt z Leicester City. Spośród nagród klubowych Leeds United Delph został natomiast wybrany Piłkarzem Roku, Młodym Piłkarzem Sezonu, a jego gol strzelony w meczu z Brighton (17 stycznia 2009, wynik 2:0) został uznany bramką sezonu.

### Aston Villa
Po tym, jak Leeds nie udało się awansować do Championship Delph wzbudził zainteresowanie klubów Premier League, takich jak Everton, Manchester City, Fulham, Sunderland, Tottenham Hotspur oraz Aston Villa, z którą podpisał kontrakt. 3 sierpnia 2009 roku Aston Villa uzgodniła warunki z Leeds transferu Delpha do klubu. Następnego dnia zawodnik przeszedł testy medyczne i uzgodnił warunki indywidualnego kontraktu z nową drużyną. Delph zadebiutował w barwach Aston Villi 8 sierpnia podczas wygranego 1:0 towarzyskiego spotkania z Fiorentiną. W Premier League po raz pierwszy zagrał 15 sierpnia w meczu z Wigan Athletic.

### Manchester City
17 lipca 2015 został zawodnikiem Manchesteru City podpisując pięcioletni kontrakt.

## Życie prywatne
Delph mieszka w Tadcaster. 23 grudnia 2008 został aresztowany za prowadzenie samochodu pod wpływem alkoholu. W czasie jazdy oprócz niego w aucie znajdowały się jeszcze cztery osoby. Delph przyznał się do winy i został ukarany grzywną w wysokości 1400 funtów, odebraniem prawa jazdy na 18 miesięcy oraz dodatkowymi kosztami w wysokości 60 funtów.